# Mulao
Pour les articles homonymes, voir Mulao (homonymie).
Le peuple Mulao  (aussi écrit Mulam) est un groupe ethnique. Il constitue l'un des 56 groupes ethniques officiellement reconnus par la république populaire de Chine.
Le Mulao comprend plus de 200 000 individus dont la majorité vit dans le district autonome de Luocheng dans la région autonome Zhuang du Guangxi. D’autres vivent dans les districts voisins.

## Langue
La langue du Mulao fait partie du groupe de langues  Zhuang de la famille des langues kadai, mais en raison de leurs très proches contacts avec les Zhuang et les Han les Mulao parlent au moins une de ces langues, en plus de la leur.

## Histoire
Les traces historiques du groupe ethnique Mulao remontent à la dynastie Yuan (1271-1368), quand leur société s'organisa d'une manière féodale. Les villages Mulao payaient un tribut de grain à la cour impériale deux fois par an.
Sous la dynastie Qing (1644-1911) les zones Mulao étaient divisées en « Li » en dessous desquels il y avait des « Dongs »—une unité de dix foyers.
Le chef du Dong était responsable de la collecte des impôts ou taxes, du respect de la loi et de l'ordre. Les Dongs étaient principalement habités par des familles portant le même nom. Lorsque les Dong augmentaient de taille, ils étaient divisés en « Fangs ».

## Économie
Les Mulao ont une économie agricole relativement avancée. Leurs techniques agricoles, leurs plantations et leurs outils sont pour ainsi dire les mêmes que ceux utilisés par leurs voisins Han ou Zhuang. Les bœufs ou les buffles sont les principaux animaux de trait, bien que quelquefois des chevaux soient utilisés. Environ 60 % de la terre arable est utilisée pour des champs de riz. Les Mulao connaissent depuis longtemps l’utilisation du fumier comme engrais. Les Mulao ont aussi eu des systèmes d’irrigations fort développés.
La division du travail dans une famille n’était pas rigoureuse, mais les hommes en général labouraient, transportaient le fumier et battaient le blé tandis que les femmes replantaient le riz, cousaient et entretenaient la maison.
Parmi les autres activités, les Mulao récoltaient des herbes médicinales, élevaient du bétail, faisaient des poteries et tissaient.

## Coutumes et culture
Les maisons Mulao comprennent trois pièces, en général sur un étage, avec des murs de terre et des toits de tuiles. À l’intérieur, le sol sur la gauche de la porte est creusé pour faire un coin cuisine. Les animaux ne sont pas admis dans les lieux d’habitations.
Le riz, le maïs et les pommes de terre sont la base de la nourriture des Mulao qui ont aussi du plaisir à manger des piments rouges et du riz gluant. Ils ne mangent ni viande de chat, ni viande de serpent, ni viande de chien, ni abats d’animaux.
Les Mulao sont connus pour leur filage, tissage et teinture de tissus dans leur couleur bleue favorite. Les hommes portent des chemisettes, des vestes avec de gros boutons, des pantalons larges et des sandales en paille. Les jeunes filles ont des tresses qui seront entourées sur leur tête après leur mariage. Les bijoux des femmes comprennent des boucles d’oreille en argent, des bracelets et des bagues.

## Religion
Les Mulao étaient animistes et célébraient une fête chaque mois, la plus importante d’entre elles était la fête de Yifan. Pour cette fête des porcs et des moutons étaient égorgés, on représentait des pièces de théâtre avec des lions et des dragons, et les chamans chantaient des incantations. Le nouvel an lunaire était aussi celui des Mulao. Le huitième jour du quatrième mois lunaire était celui de la « naissance du Bœuf » lorsque le bœuf pouvait se reposer et manger du riz gluant, du vin, et que de la viande était offerte au dieu Bœuf. On célébrait au cinquième jour du cinquième mois lunaire la Fête du Bateau du Dragon. À la différence des Fêtes du Bateau du Dragon célébrées par les Han et les Zhuang, les Mulao transportaient des bateaux en papier dans les champs et un chaman chantait pour éloigner les insectes et pour assurer de bonnes récoltes.
La Fête des Jeunes se tenait le quinzième jour du huitième mois lunaire, et les jeunes se regroupaient pour chanter ce jour-là.